# Theta Cygni
Theta Cygni (13 Cygni) é uma estrela tripla na direção da constelação de Cygnus. Possui uma ascensão reta de 19h 36m 26.54s e uma declinação de +50° 13′ 13.7″. Sua magnitude aparente é igual a 4.49. Considerando sua distância de 61 anos-luz em relação à Terra, sua magnitude absoluta é igual a 3.14. Pertence à classe espectral F4V.